# 新しい夜明け
『新しい夜明け』（あたらしいよあけ、英: New Morning）は、1970年にリリースされたボブ・ディランの11作目のスタジオ・アルバム。
ビルボード・トップ LP's チャートで最高7位、全英アルバム・チャートで1位を記録した。RIAAによりゴールド・ディスクに認定されている。

## 解説

### 概要
賛否両論、物議を醸した前作『セルフ・ポートレイト』（1970年）からわずか四ヶ月でリリースされた。レコーディング拠点をナッシュビルから久々にニューヨークに戻し、ボーカルスタイルもかつてのしわがれ声に戻している。このアルバムに先立ちディランはジョージ・ハリスンとセッションを行いその中から「イフ・ナット・フォー・ユー」はアレンジを変え今作に収録し、ジョージもアルバム『オール・シングス・マスト・パス』（1970年）に収録している。ジョージは同アルバムにディランとの共作「アイド・ハヴ・ユー・エニータイム」も収録している。「イフ・ナット・フォー・ユー」はのちにオリビア・ニュートン＝ジョンのデビュー曲ともなった。
今作ではディランはかつての『ブロンド・オン・ブロンド』（1966年）を彷彿とさせる曲もあり、メディアの評価も好意的ではあったが、収録曲自体はピアノ弾き語りがメインで女性コーラスの多用やジャズ、ゴスペル調のスタイルも取り入れるなど、その後のスタイルの変遷を予兆させるものとなっている。

### ディランとビートルズ
ディランは、1964年のイギリス・ツアーで、アニマルズ、ローリング・ストーンズ、ドノヴァンらイギリスのロック関係者と交流をもった。特にビートルズとは仲良くなり、ジョン・レノンと車内で会話する映像が残されているが、ディランとビートルズは互いに自身の芸術感や音楽性に影響を与えあった。ディランは1965年、ビートルズの「彼氏になりたい」のパロディソング「アイ・ウォナ・ビー・ユー・ラバー」を制作し、ビートルズは1967年のアルバム『サージェント・ペパーズ・ロンリー・ハーツ・クラブ・バンド』（1967年）のアルバム表紙に『追憶のハイウェイ61』（1965年）におけるデイランを飾っている。
1969年のワイト島音楽祭の際は、宿舎でディランとビートルズ、それにザ・バンドが加わってのジャム・セッションが行われるなど、両者は旧交を温めた。ビートルズ解散後は1971年ニューヨークのマディソン・スクウェア・ガーデンにおけるバングラデシュ・コンサートで、ディランは主催者のジョージ、リンゴらと「風に吹かれて」など数曲を共演している。

## 収録曲
全曲、作詞・作曲: ボブ・ディラン

### Side 1
1. イフ・ナット・フォー・ユー - If Not for You - 2:39
2. せみの鳴く日 - Day of the Locusts - 3:57
3. 時はのどかに流れゆく - Time Passes Slowly - 2:33
4. ジプシーに会いに行った - Went to See the Gypsy - 2:49
5. ウィンタールード - Winterlude - 2:21
6. イフ・ドッグズ・ラン・フリー - If Dogs Run Free - 3:37

### Side 2
1. 新しい夜明け - New Morning - 3:56
2. サイン・オン・ザ・ウィンドウ - Sign on the Window - 3:39
3. ワン・モア・ウィークエンド - One More Weekend - 3:09
4. ザ・マン・イン・ミー - The Man in Me - 3:07
5. 3人の天使 - Three Angels - 2:07
6. ファーザー・オブ・ナイト - Father of Night - 1:27

## パーソネル
- ボブ・ディラン – ボーカル、アコースティック・ギター、エレキ・ギター、オルガン、ピアノ
- David Bromberg – エレキ・ギター、ドブロ
- Harvey Brooks – ベース・ギター
- Ron Cornelius – エレキ・ギター
- Charlie Daniels – ベース・ギター
- バジー・フェイトン – エレキ・ギター
- アル・クーパー – オルガン、ピアノ、エレキ・ギター、フレンチ・ホルン
- ラス・カンケル – ドラムス
- Billy Mundi – ドラムス
- Hilda Harris – バック・ボーカル
- Albertin Robinson – バック・ボーカル
- Maeretha Stewart – バック・ボーカル「イフ・ドッグズ・ラン・フリー」
- ボブ・ジョンストン – プロデューサー
- Len Siegler – フォトグラファー

## 楽曲
1970年春、ディランは米国の桂冠詩人の一人であるアーチボルト・マクリーシュより、スティーヴン・ヴィンセント・ベネの短編 The Devil and Daniel Webster を戯曲化したミュージカル『スクラッチ』のための音楽を依頼され、マクリーシュの脚本を読み楽曲を提供した。「新しい夜明け」、「ファーザー・オブ・ナイト」、「時はのどかに流れゆく」は、その戯曲のために書かれた曲である。『スクラッチ』は、1971年5月6日ブロードウェイで上演されたが、2日後の5月8日には打ち切りになっている。

## アウトテイク
初期プレスでは「新しい夜明け」のイントロでディランがカウントを取る部分も収録されていたが後にカットされた。日本盤LPでは継続してそのVersionが使用されていた。
また今セッションで収録されたカバー曲のいくつかは三年後「ディラン」に収録された。

## 反響・評価
アルバムは1970年10月にリリースされた。12月5日付『ビルボード』誌「トップ LP's」チャートで最高7位、全英アルバム・チャートで1位を記録した。アメリカ・レコード協会 RIAA により1970年12月11日にゴールド・ディスクに認定されている。

## チャート
| 年     | チャート                      | 最高順位 |
| ------ | ----------------------------- | -------- |
| 1970年 | ビルボード・トップ LP's 200   | 7        |
| 1970年 | 全英アルバム・チャート Top 75 | 1        |

## リリース
アメリカ
| 日付                          | レーベル | フォーマット | カタログ番号 | 付記       |
| ----------------------------- | -------- | ------------ | ------------ | ---------- |
| 1970年10月19日 1970年10月21日 | Columbia | LP           | KC 30290     |            |
|                               | Columbia | CD           | CK           |            |
| 2009年3月31日                 | Columbia | CD           |              | リマスター |

日本
| 日付           | レーベル  | フォーマット | カタログ番号 | 付記                                                 |
| -------------- | --------- | ------------ | ------------ | ---------------------------------------------------- |
| 1970年10月21日 | CBSソニー | LP           | SONP-50390   |                                                      |
| 1974年         | CBSソニー | LP           | SOPL-228     |                                                      |
| 1976年         | CBSソニー | LP           | 25AP 281     |                                                      |
| 1987年12月21日 | CBSソニー | CD           | 28DP 1109    | CBS CD ROCK 100                                      |
| 1991年12月1日  | ソニー    | CD           | SRCS 6161    | NICE PRICE LINE                                      |
| 2009年5月27日  | ソニー    | CD           | SICP-2006    | 2008年デジタル・リマスター、紙ジャケ、完全生産限定盤 |
| 2009年9月30日  | ソニー    | Blu-spec CD  | SICP-20221   |                                                      |